# World of Coca-Cola (Atlanta)
Das World of Coca-Cola befindet sich am Rand des Centennial Olympic Park, gegenüber dem Georgia Aquarium und dem Center for Civil and Human Rights in Atlanta, Georgia. Es zeigt ca. 1000 Objekte zum Thema Coca-Cola und wird von The Coca-Cola Company betrieben.

## Geschichte
1990 eröffnete der Konzern in Atlanta das Museum. Im Mai 2007 eröffnete das Museum am heutigen Standort am John-Pemberton-Platz. Das Museum belegt eine Fläche von 20 Acre (ca. 80.937 m²), der Gästebereich umfasst 60.000 Quadratfuß (ca. 5.574 m²). 1,5 Millionen Besucher werden jährlich gezählt.

## Themen-Bereiche
- Geschichte der Marke und des Designs
- Coca-Cola in der Pop Art
- Abfüllstation (Replik eines soda fountain aus den 1930er Jahren)
- Verkostung von weltweit verkauften Getränken aus dem Hause Coca-Cola, darunter viele nur lokal erhältliche Produkte, wie z. B. mezzo mix
- Museumsshop mit Souvenirs.